# 大江文坡
大江文坡（おおえ ぶんぱ、享保10年〈1725年〉頃 - 寛政2年〈1790年〉）は、江戸時代中期の戯作者、宗教家。大江匡弼（まさすけ）、菊丘臥山人、天賜観とも号し、勧化本や怪談、談義本など幅広く、生涯に60以上の作品を著した。さらに、「儒道、仏道、神道の三教を止揚した、文坡独創の新宗教ともいえる」仙教を創唱し、「一種の通俗神道者」とも評されている。

## 生涯
大江文坡の生年については、墓碑に刻まれた「寛政庚戌八月八日卒 遺偈曰 長生不死六十余年」から享保10年頃と推測されている。その生涯については自著の中から断片的に窺い知るのみであり、逸話めいた話は伝わっておらず、傍証はほとんど皆無である。
若い頃には日向国で5年間ほど修行をした。『丙午運気考』（天明6年（1785年）刊）には「然ルニ江匡弼今ヨリ四十余年已前日州ニ到リ佐土原ノ西ノ黒貫山ノ辺ニ山居スル事凡五年」とあり、逆算して二十歳前であったと考えられている。この間に異人から神仙の奥義を伝授されたことが、『丙午運気考』『荘子絵抄』に記されている。しかし、文坡の初期の作品は明らかに仏教を投影しており、もとは僧侶であったと考えられている。
明和2年（1765年）から寛政2年までの25年間にわたり著作活動をおこなった。『本命元辰両星占訣通書』の序には「江文坡執筆於雒市綾街之臥仙室」とあり、京都の綾小路に居住していたと考えられている。
最初の著作である『勧善桜姫伝』は、法然上人の法力によって僧清玄の妄執を打ち払う清玄桜姫物である。山東京伝の『桜姫全伝曙草紙』（文化2年（1805年）刊）はこの作品を粉本とした。明和3年には『弥陀次郎発心伝』、明和4年には『小野小町行状記』などを著し、浄土教の説教種本書きとして活躍した。
明和の中頃になると仏教的な傾向は影をひそめ、『怪談笈日記』『怪談御伽猿』『怪談とのゐ袋』など通俗的なものや、『学海用文百川大全』『倭字用文玉字箋』『文宝用文字尽大成』などの往来物を著すようになる。
明和の末には、これまでとは一転して神道の優位を説くようになる。当時流行していた抜け参りについて、是道子が儒教的な立場から『抜参夢物語』で戒めたのに対して、文坡は『抜参残夢噺』を著し、是道子が大神宮の神妙不思議を否定するのは漢意（からごころ）に基づく偏見であるとして批判したのである。当時の一般大衆には文坡の考えが受け入れられ、『抜参残夢噺』はその後も安永3年、文政元年と版を重ねた。
安永に入ると、当時の日本ではまだ珍しかった道教の解説説法者としての活動を始め、道教の紹介や経典の和訳を多く著すようになる。安永2年（1773年）には、霊符の効験を説いた『正対化霊天真坤元霊符伝』を著した。当時は十二支の禽獣を描いて壁に貼ったり懐に入れたりして朝夕これを見ると開運を招くという俗信があり、同書では霊符の図入りで書写の作法や祀り方について解説した。霊符に関するものとしては、その後も『本命元辰北斗七星神符伝』『五嶽真形図伝』『太上恵民甲庚秘録』『修仙霊要籙』を著している。五嶽真形図については文政7年（1824年）に平田篤胤が『五嶽真形図説』を著しており、当時は世俗で信仰されていたことが窺われる。中国の道教での五嶽は東岳、南岳、西岳、北岳、中岳の5つの霊山であり、後に『春秋社日醮儀』において提唱した五神名碑のモデルとなったとも考えられている。
天明元年（1781年）に著した『烏枢沙摩修仙霊要籙』で初めて「仙教」の語が登場し、そこでは神道と仏教を同体としている。翌年の『和漢年中修事秘要』では儒教も包摂し、神仏儒の三教一致による仙教の輪郭が完成する。天明5年の『成仙玉一口玄談』は談義本、広くは戯作に分類される読み物であるが、このなかで仙教の具体的な実践法が示される。それは、胎息による内丹の修練によって「真一」を大悟するというものであり、道教の呪術、幻術は外道法として排除した。文坡は初期の仏教勧化物の方法を用いたり、当時の新知識を盛んに振り回したりしながら、自らの説く仙教の宣伝のための書を著した。
京都では妻と娘と猫とともに暮らし、その様子は『怪談笈日記』に「文坡が家に一ツのねこあり」云々と描写されている。また、地方遊説もしていたようであり、『小野小町一代記』では、西国に赴いて「播州大多部ト云津」に泊まった際に詠んだ漢詩とともに、「コノ時ノ予カ情イワンヤウナシ」と回顧している。
文学史・思想史の表舞台に出ることはなかったものの、仏者、神道家、神仙教者と変容しながら、文坡はその時々の思潮を敏感に感じ取って一歩先んじていた。
寛政2年8月8日死去する。墓所は京都市中京区新京極通蛸薬師上ルの西光寺。墓石の正面には「菊丘臥山人江文坡先生墓」の銘が、妻子と思われる三人の女性の戒名とともにあり、右側面には「寛政庚戌八月八日卒」の年記が刻まれている。なお、『平安名家墓所一覧』に「大江文坡号菊丘江氏 寛政七年三月十四日沒 六十八」とあることから、辞典類には「寛政七年沒」との記載もみられるが、寛政以降は再刻本を除いて著作がないことからも、根拠は薄いと考えられている。

## 大江文坡の「仙教」
『烏枢沙摩修仙霊要籙』において、文坡は「清浄無為真一の霊旨」が仙教であるとし、その大道を得るのが神道、真一の悟りを得るのが仏教であると、神仏仙の三教一致を説いた。『和漢年中修事秘要』では、『中庸』の説く「天の命これを性という」の「性」は、仙教の清浄無為の真一であるとして、神仏儒の三教一致による仙教が形成された。天明四年の『荘子絵抄』では、『荘子』の説く真一は、神道すなわち神国の大道とも、仏道における菩提心や仏心とも同じものであり、神仏すべての教義の中心であると説いた。しかし、天明元年の『神仙霊章春秋社日醮儀』では天照大神以来の諸神はすべて真一の霊旨に契（かな）っていたとして「夫れ我朝の諸神は皆仙なり」と説いており、文坡においては日本の神々による真一こそが三教一致の中心であったと考えられている。
清浄無為真一を象徴するのは日輪である。『成仙玉一口玄談』では「日輪の神体は、猶人々具足する本有の真一のごとし」と述べ、真一は人々が本来具えているものであり、それが日輪であるというのである。また、日輪の真一は「天地滅すれども滅する事なく、円なるにあらず方なるにあらず、長きに非ず短きに非ず、内もなく外もなく、増すこともなく減ることもなく、形質（かたち）あるに非ず、無きにあらず、動かず静かなるに非ず」、変わることなく世界の至るところに充満しているものであり、釈迦が「草木国土悉く仏性ありき」と説いている仏性とは真一のことであると説いている。
仙教の実践について、『和漢年中修事秘要』では「夫神仙の至道たる事は煉養服食を用いて長生不死を要と為すことには非ず」と説き、外丹を含む道教的方術は奇術・幻術であるとして否定し、胎息工夫して清浄無為真一の霊旨を大悟することが必要であるとした。『成仙玉一口玄談』では、守一仙人と名乗る老人の語りを通して内丹の修練法が示される。「精を煉り気を化し、気を煉り神に化し、神を煉て虚に還るの修行をなす」ことにより、心身清浄にして虚霊となり、真一を大悟して神仙真人となるというのである。また、修行は「あながち深山幽谷に於て為さずとも、人々の意得にて、たとへ市町の噪しき中に於ても出来る事なり」と述べている。
神仏儒の三教と仙教の関係については、『成仙玉一口玄談』で「神仙の教は、仏道、儒道、神道より以前に、早其道行はれて」いたとし、『北辰妙見菩薩霊応編』では「仙教は仏教より先にありて釈迦牟尼仏も仙家より出たる人なる事を知るべし」と説いている。しかし、仙教の正法は早々に廃れてしまい、邪路に進んで衰退したため、釈迦が仏教を開基したというのである。

## 『春秋社日醮儀』と五神名地神塔
天明元年に著した『神仙霊章春秋社日醮儀』では、年二度、春と秋の社日に五穀豊穣、天下泰平、子孫繁栄などを祈願して五穀の祖神の祭祀をおこなう方法を示した。清浄な土地に石または土で社壇を作り、五角に切った石のそれぞれの面に以下の五神名を刻んだ碑を立てるというものである。
天明6年（1786年）には『春秋社日醮儀』に基づく五神名地神塔が小田原で造立された。宗我神社と須賀神社に残されたものは六角柱であるが、五神名の他に、宗我神社のものには指導者である神主名と年記が、須賀神社のものには願文と年記が、6面のうち1つに刻まれている。また、自然石の正面に五神名が並んで刻まれたものも造立されている。
徳島藩では、富田八幡宮の祠官早雲古宝が寛政元年に藩主治昭に進言し、藩が主導して『春秋社日醮儀』に基づく造塔と祭祀が行われた。天保3年（1832年）に渡辺月石が著した『堅磐草』には、「近世江匡弼社日醮儀ヲ編撰シタルニ従リ、国命有リテ各村之ヲ祭ル。彼ノ書本邦神代之五神ヲ以テ之ニ配シ大ニ当レリ」と記されている。北海道にも五角柱に五神名が刻まれた塔があり、徳島からの開拓者が造塔に影響したと考えられている。また、現在の千葉県佐倉市とその周辺にあたる佐倉藩領内にも、寛政年間に五神名地神塔が造立されており、藩命によるものと考えられている。
『春秋社日醮儀』に基づく地神塔は、個々の塔が散在するほかに、群落としても散在するという分布様式を呈している。社日信仰の盛んな相模地方では個々の塔が各地に散在しており、これは、書籍の流通範囲内であれば、時間と空間を超越して教義が伝播し、識字階層の人物が受容できるようになったためである。一方、徳島藩領や佐倉藩領のようにまとまって分布する地域もあり、これは二次的に伝播の中心が形成されて、ある範囲内に教義が普及したと解することができる。
巨視的には散在し微視的には群在するという全国的な分布は、学者、特に儒教流の神道者の交流経路を通して各地に伝わった後、各地の有力者が農民に造立を促した結果であると考えられている。

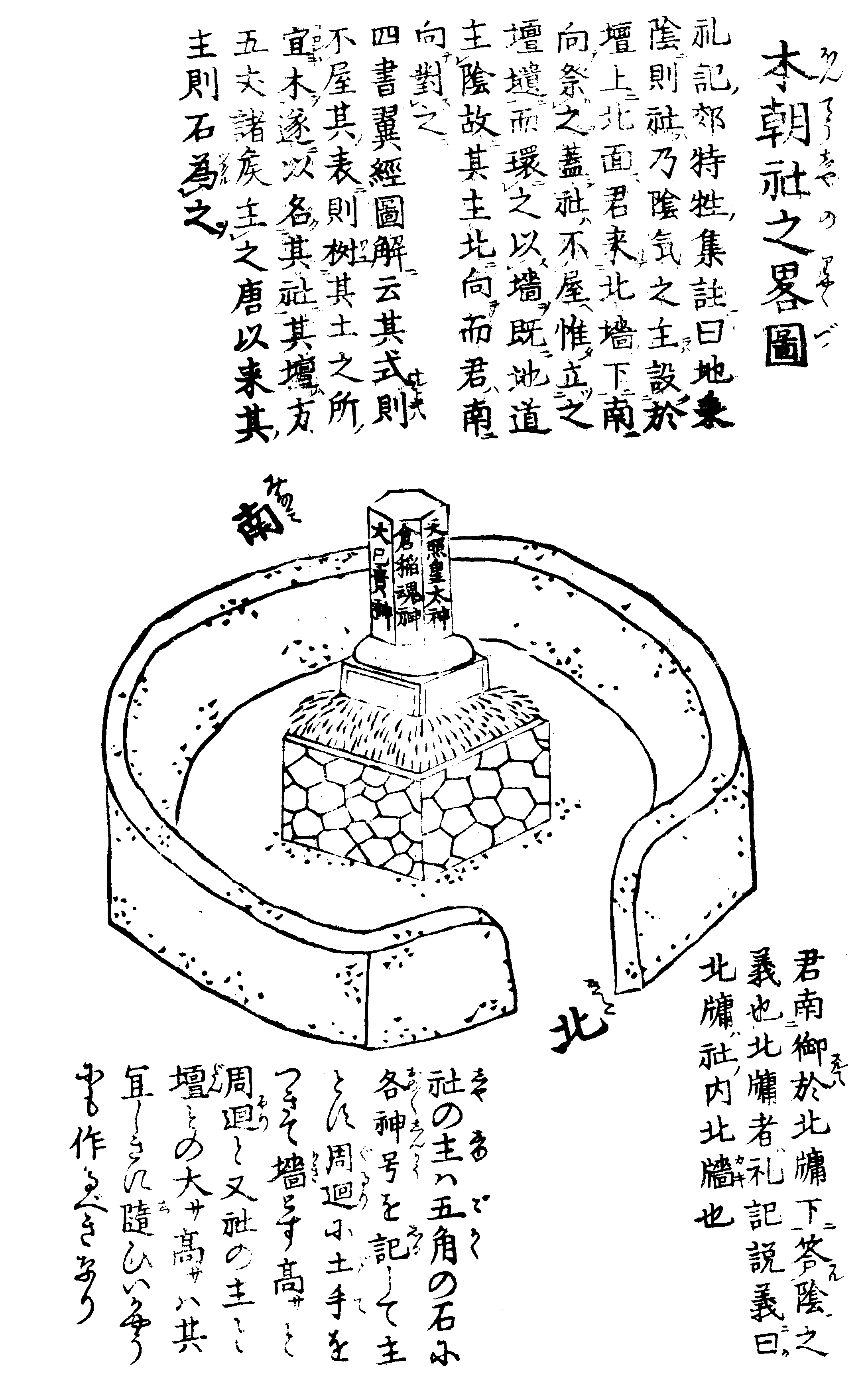
『春秋社日醮儀』の「本朝社之略図」に描かれた五神名地神塔
- 五神名地神塔（神奈川県横浜市旭区上川井町）の3Dモデル

## 著作
大江文坡の著作には、後刷本と改題本を除くと以下のものがある。
- 『勧善桜姫伝』明和2年
- 『弥陀次郎発心伝』明和2年
- 『両星占訣』明和2年
- 『軽口独狂言』明和2年
- 『小野小町行状伝』明和4年
- 『勧闡風葉篇』明和4年
- 『古今怪談とのゐ袋』明和5年
- 『怪談御伽猿』明和5年
- 『怪談笈日記』明和5年
- 『絵本軽口福笑』明和5年
- 『新鍥陽大占』明和5年
- 『絵本武者をさらぎ桜』明和5年
- 『抜参残夢噺』明和8年
- 『万代早見年鑑』明和8年
- 『学海用文百川大全』明和8年
- 『倭字用文玉字箋』明和8年
- 『文宝用文字尽大成』明和8年
- 『応変占機』明和8年
- 『正対化霊天真坤元霊符伝』安永2年
- 『通俗北魏南梁軍談』安永3年
- 『本命元辰北斗七星神符伝』安永4年
- 『商人黄金袋』安永4年
- 『五岳真形図伝』安永4年
- 『夢物語秘密玉遯翁都行脚』安永4年
- 『士農工商立身宝貨占』安永5年
- 『絵本朝鮮軍記』安永5年
- 『正対霊符占』安永6年
- 『本命元辰両星占訣通書』安永6年
- 『古今奇怪清誠談』安永7年
- 『戊戌運気考』安永7年
- 『太上恵民甲庚秘録』安永7年
- 『己亥運気考』安永8年
- 『己亥人間吉凶考』安永8年
- 『歴代一覧』安永8年
- 『心易霊占』安永8年
- 『辛丑運気考』安永8年
- 『増補咒詛調法記』安永8年
- 『庚子運気考』安永9年
- 『庚子産物考』安永9年
- 『神仙霊章春秋社日醮儀』天明元年
- 『烏枢沙摩明王修仙霊要籙』天明元年
- 『人間一生禍福占』天明元年
- 『遍照金剛秘密国字卦』天明2年
- 『吉凶宝船』天明2年
- 『金毘羅神応霊法籙』天明2年
- 『修事秘要』天明2年
- 『四文神銭六甲霊卦』天明2年
- 『癸卯運気考』天明3年
- 『癸卯人間禍福考』天明3年
- 『荘子絵抄』天明4年
- 『九天玄女宝尺神変占』天明4年
- 『近世正説会談浅間嶽』天明5年
- 『和漢古今角偉談』天明5年
- 『成仙玉一口玄談』天明5年
- 『運気考』天明5年
- 『丙午運気考』天明6年
- 『北辰妙見菩薩霊応編』天明6年
- 『車街坊夢談』天明6年
- 『鬼面霊験壬生謝天伝』天明7年
- 『丁未運気考』天明7年
- 『関帝霊応編』天明7年
- 『戊申運気考』天明8年
- 『己酉運気考』天明8年
- 『庚戌運気考』寛政2年
- 『弘法大師四目録占秘密大全』寛政2年
- 『烏枢沙摩金剛修仙霊要籙』寛政7年
- 『甲庚霊符三教秘籙』寛政12年